# Paris (New York)
Paris ist eine Town im US-Bundesstaat New York. Paris liegt im Oneida County südlich von Utica. Das U.S. Census Bureau hat bei der Volkszählung 2020 eine Einwohnerzahl von 4.332 ermittelt. Die Stadt wurde nach Colonel Isaac Paris benannt.

## Geschichte
Die Stadt war ursprünglich ein Teil von Whitestown und wurde 1792 eigenständig. Der Name wurde der Stadt im Gedenken an Colonel Isaac Paris, einem Kaufmann und Wohltäter aus Fort Plain (New York) gegeben, der die Bewohner der Region 1789 großzügig mit Getreide und Nahrungsmittel versorgte.

## Bemerkenswerte Einwohner
- Asa Gray, Botaniker
- David Pendleton Oakerhater, Cheyenne Krieger und Heiliger
- Michael O’Donoghue, Schriftsteller

## Geographie
Die Stadt hat eine Fläche von 81,5 km². Davon sind 81,4 km² Landfläche und 0,03 % Wasser. Der Sauquoit Creek entwässert den größten Teil der Town of Paris und durchfließt zunächst ostwärts und dann nordwärts durch deren Gebiet. Die höchste Erhebung des Oneida Countys ist der Tassel Hill. Er liegt östlich der New York State Route 12 an der Grenze zu Bridgewater, Marshall und Sangerfield, ganz im Südwesten der Gemarkung.
Im Osten grenzt Paris ans Herkimer County.

## Ortschaften und Weiler in Paris
- Cassville – ein nach Lewis Cass benannter Weiler.
- Clayville – ein Village im Südosten der Town.
- Greens Crossing – ein Weiler östlich von Paris Station.
- Ludlow Corners – ein Weiler südlich von Clayville.
- Paris, ein Weiler
- Paris Station – ein Weiler südlich des Weilers Paris im Westen der Stadt.
- Richfield Junction – ein Weiler im Süden der Stadt.
- Sauquoit  – die Ortschaft im Norden der Town of Paris ist deren Verwaltungssitz.